# 阿都拉欣阿布峇卡
拿督阿都拉欣阿布峇卡（英語：Abdul Rahim Abu Bakar，1943年2月7日—2009年9月24日），马来西亚政治人物、巫统党员、第十任彭亨州务大臣。

## 政治生涯
阿都拉欣在1978年彭亨州州选中赢得了米昔拉州议席。在同年举行的全国大选和州选中，执政党国阵（BN）取得胜利后，他于1978年7月19日被委任为彭亨州务大臣。1981年11月7日，在阿都拉欣与彭亨州苏丹之间出现信任危机之际，他听从时任首相马哈迪·莫哈末（也是国阵主席和巫统主席）的建议，辞去州务大臣职务。
在1982年州选中，阿都拉欣没有寻求连任米昔拉州议席，而是转而参加1982年全国大选中的关丹国会议席选举，并击败民主行动党的Lim Pan Chiang赢得议席。他在1984年的内阁改组中被委任为能源、邮政及电信部副部长，并一直担任该职至1986年。在没有连任关丹议席后，他在1986年被委任为上议院秘书，直至1988年。
在巫统党内，阿都拉欣曾于1980年至1996年期间担任巫统最高理事会成员。

## 逝世
阿都拉欣于2009年9月24日因心脏病发作在吉隆坡的其住所逝世。